# Рагінперт
Рагінперт (†702), герцог Турина, син короля Годеперта, король лангобардів (702). Узурпував трон, змістивши юного короля Лютперта, однак, невдовзі помер.